# مايرو مانوتاس
مايرو مانوتاس (بالإسبانية: Mauro Manotas Paez)‏ (15 يوليو 1995 في كولومبيا - ) هو لاعب كرة قدم كولومبي في مركز الهجوم. شارك مع منتخب كولومبيا تحت 20 سنة لكرة القدم. أما مع النوادي، فقد لعب مع هيوستن دينامو وRio Grande Valley FC Toros ‏ ونادي يونياوتيونوما.

## روابط خارجية
- مايرو مانوتاس على موقع الدوري الأمريكي (الإنجليزية)
- مايرو مانوتاس على موقع قاعدة بيانات كرة القدم.إي يو (الإنجليزية)
- مايرو مانوتاس على موقع Soccerway.com (الإنجليزية)
- مايرو مانوتاس على موقع AS.com (الإسبانية)